# 86e bataillon de tirailleurs sénégalais
Le 86e Bataillon de Tirailleurs Sénégalais (ou 86e BTS) est un bataillon français des troupes coloniales.

## Création et différentes dénominations
- --/--/----: Création du 86e Bataillon de Tirailleurs Sénégalais

## Chefs de corps
Chef de bataillon Daniel

## Historique des garnisons, combats et batailles du86eBTS
- 25/04/1917: Le bataillon quitte Saint-Raphaël
- 26/04/1917: Arrivée à Noisy-le-Sec

### Sources et bibliographie
Mémoire des Hommes